# Peter Grohmann

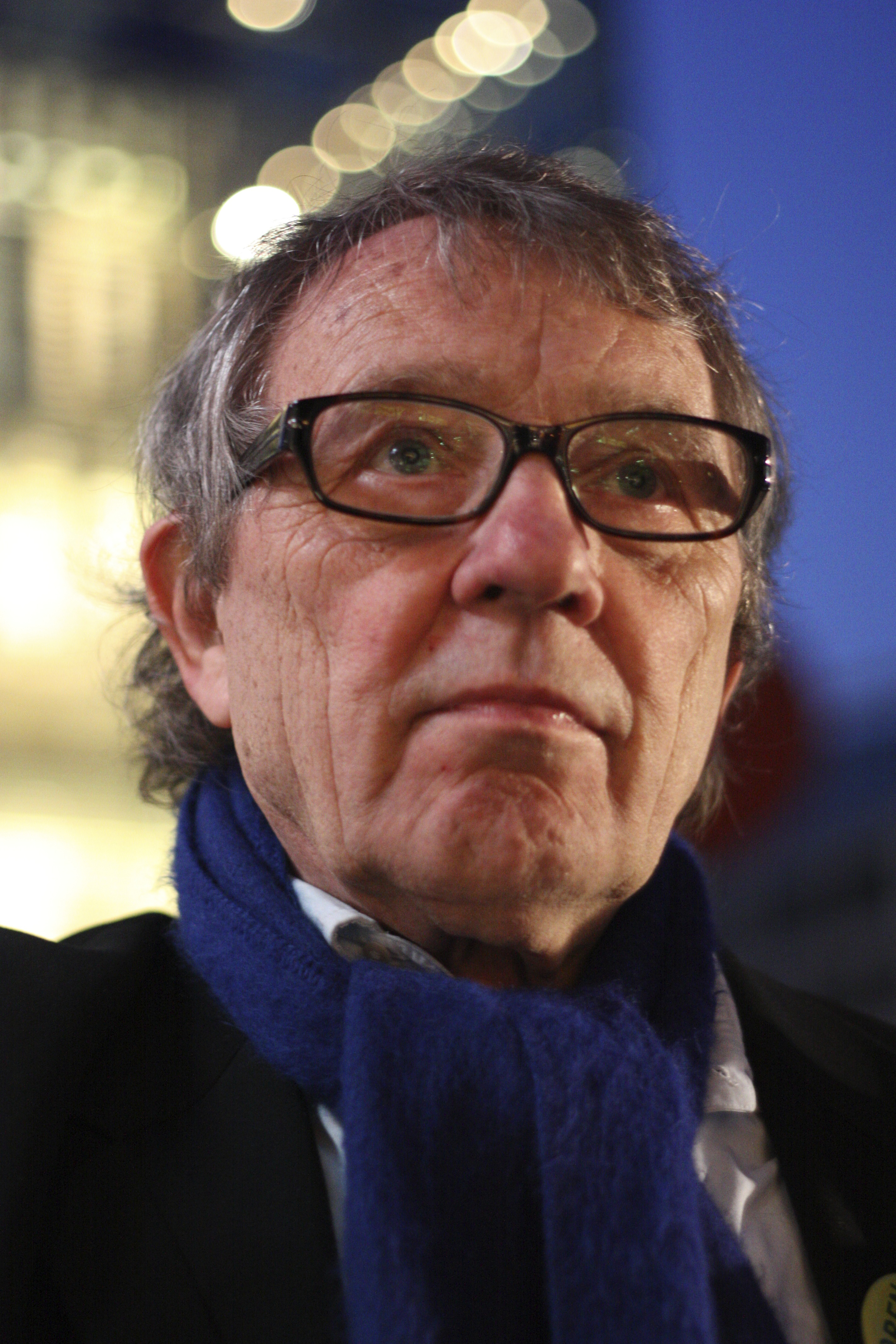
Peter Grohmann (2011)

Peter Grohmann (* 27. Oktober 1937 in Breslau) ist ein deutscher Kabarettist, Autor und Publizist.

## Werdegang
Nach der Flucht seiner Familie aus Breslau (Wrocław) über Dresden in den Westen absolvierte er eine Lehre als Schriftsetzer in Pfullingen auf der Schwäbischen Alb, wurde Baden-Württembergs erster Kriegsdienstverweigerer – nach Theodor Ebert  Mitglied im Verband der Kriegsdienstverweigerer – und wichtiger Bezugspunkt der undogmatischen Linken. Sein politischer Lehrer war Fritz Lamm.
Peter Grohmann war unter anderem Mitbegründer des Stuttgarter Club Voltaire, der „Plakat-Gruppe“ als einer außergewerkschaftlichen Arbeitnehmervertretung rund um Willi Hoss, des Stuttgarter Theaterhauses und des Stuttgarter Bürgerprojekts Die AnStifter, das alljährlich den Stuttgarter Friedenspreis verleiht. Er trat auch unter dem Künstlernamen Peter Meyerhold auf.
Peter Grohmann ist Eigentümer eines gleichnamigen Kleinverlags.

## Veröffentlichungen
- Plakat: 10 Jahre Betriebsarbeit bei Daimler-Benz. Rotbuch-Verlag, Hamburg 1982, ISBN 3-88022-213-4.
- Die schlaflosen Nächte des Eugen E. Erinnerungen eines neuen schwäbischen Jakobiners, ed.co edition cordeliers, Stuttgart 1982, ISBN 3-922836-06-2.
- Eugen Eberle, Wort und Tat. Reden, Aufsätze und Initiativen Eugen Eberles aus den Jahren 1948–84, Peter-Grohmann-Verlag, Stuttgart 1988, ISBN 3-927340-01-4.
- Stuttgart zu Fuß. 20 Stadtteil-Streifzüge durch Geschichte und Gegenwart, Silberburg-Verlag, Tübingen 1988, ISBN 978-3-8425-1163-7.
- Vom Stasi zum Aldi, Peter-Grohmann-Verlag, Stuttgart 1991, ISBN 978-3-927340-26-8.
- Alles Lüge außer ich. Eine politische Biografie, Silberburg-Verlag, Tübingen 2013, ISBN 978-3-8425-1267-2.

## Auszeichnungen
- 1989: Würzburger Literaturpreis (alias Peter Meyerhold)[4]
- 1995: Deutscher Kabarettpreis (Programmpreis)
- 2016: Staufermedaille des Landes Baden-Württemberg[5]
- 2019: Albert Dulk Preis Untertürkheim[6]